# Lasioglossum anomalum
Lasioglossum anomalum är en biart som först beskrevs av Robertson 1892. Lasioglossum anomalum ingår i släktet smalbin, och familjen vägbin. Inga underarter finns listade i Catalogue of Life.

## Beskrivning
Huvudet och mellankroppen är gröna med ett blåaktigt skimmer. Munskölden är svartbrun på den övre halvan, rödbrun på den undre. Antennerna är mörkbruna, undersidan på de yttre delarna ljusbruna hos honan, mellanbruna hos hanen. Vingarna är halvgenomskinliga med brunaktiga ribbor och vingfästen (de senare något röaktigare än ribborna). Benen är brunaktiga, med rödbruna fötter hos hanen. Bakkroppssegmenten är mörkbruna med rödbruna till genomskinligt gulbruna bakkanter. Behåringen är vitaktig och gles. Som de flesta smalbin är arten liten; honan har en kroppslängd på 4,2 till 4,6 mm och en framvingelängd på 3 till 3,2 mm; motsvarande mått hos hanen är 4,2 till 5,3 mm för kroppslängden och 3 till 3,4 mm för framvingelängden.

## Utbredning
Utbredningsområdet omfattar sydöstligaste Ontario i Kanada samt i USA med nordgräns från South Dakota och delstaterna vid kanadensiska gränsen till New York, östgräns från New York längs atlantkuststaterna till South Carolina, sydgräns från norra South Carolina över norra Georgia, norra Alabama och nordöstra Mississippi till Arkansas, samt östgräns från Nebraska och Kansas till Colorado.

## Ekologi
Lasioglossum anomalum är ett eusocialt bi, det bildar samhällen där de parningsdugliga honorna, drottningarna, övervintrar som vuxna. Boet grävs ut i marken.. 
Arten är polylektisk, den flyger till blommande växter från många olika familjer: Korgblommiga växter (rudbeckior, gullrissläktet och höstasterarten Symphyotrichum pilosum), berberisväxter (Jeffersonia diphylla), korsblommiga växter (gyllnar, lomme och Physaria filiformis), strävbladiga växter (facelior och indiankålssläktet), kransblommiga växter (lila temynta), brakvedsväxter (Ceanothus), Hypoxidaceae (Hypoxis hirsuta), måreväxter (Houstonia purpurea), videväxter (videsläktet), stenbräckeväxter (Micranthes pennsylvanica), grobladsväxter (Veronica besseya och penstemonsläktet), flockblommiga växter (vildmorot), rosväxter (fingerörtssläktet) samt gurkväxter. Arten flyger från maj till september.